# تريستان كروفورد
تريستان كروفورد (بالإنجليزية: Tristan Crawford)‏ هو لاعب كرة قاعدة أسترالي، ولد في 22 يوليو 1982 في أنكوريج في الولايات المتحدة.

## وصلات خارجية
- تريستان كروفورد على موقع دوري أستراليا لكرة القاعدة (الإنجليزية)
- تريستان كروفورد على موقعبيزبول رفرنس.كوم (الدوري الثانوي) (الإنجليزية)